# 松永寿雄
松永 寿雄（まつなが ひさお/としお、1888年1月15日 - 1955年12月21日）は、日本の海軍軍人。最終階級は海軍少将。

## 履歴
1888年（明治21年）、香美郡山田村（現在の香美市）に生まれた。海南中学校を経て、1909年（明治42年）11月、海軍兵学校（37期）を卒業し、1910年（明治43年）12月、海軍少尉任官。1921年（大正10年）11月、海軍大学校（甲種19期）を卒業。
1921年12月、海軍少佐に昇進し横須賀海軍航空隊附兼臨時航空術講習部部員に就任。1922年（大正11年）11月、霞ヶ浦海軍航空隊教官となり、横須賀鎮守府参謀、軍令部出仕兼海軍省出仕、軍務局局員（一課）などを歴任。1926年（大正15年）12月、海軍中佐に進級。1927年（昭和2年）4月、海軍航空本部総務部部員兼軍務局局員（一課）に就任し、軍令部出仕（欧米各国出張）、航空母艦「赤城」副長を歴任。
1930年（昭和5年）12月、海軍大佐に昇進し霞ヶ浦空副長兼教頭となる。以後、航空母艦「龍驤」艤装員長、同艦長、呉鎮守府附、館山海軍航空隊司令、「赤城」艦長を歴任。1936年（昭和11年）12月、海軍少将に進み軍令部出仕となる。同月、待命、予備役編入。1938年（昭和13年）11月、航空本部事務嘱託となり、さらに海軍省事務嘱託を務めた。
退役後、愛知時計電気株式会社顧問、大日本航空株式会社顧問、同理事、同海洋部長などを務めた。
1942年（昭和17年）の第21回衆議院議員総選挙に翼賛政治体制協議会の推薦を受けて高知1区から出馬し、当選した。1944年9月、小磯内閣の臨時議会予算総会にて、特攻などした者に救国章のようなものを与えてはどうかと提案しているが、佐藤賢了軍務局長から陸軍は勲章や金が目当てでやっているのではないと怒鳴られている。1946年（昭和21年）、推薦議員のため公職追放となる。
追放解除後の1955年（昭和30年）没、67歳。

## 栄典
- 1916年（大正5年）1月21日 - 正七位[3]

## 参考資料
- 『高知県人名事典』高知市民図書館、1970年。
- 外山操編『陸海軍将官人事総覧 海軍篇』芙蓉書房出版、1981年。
- 福川秀樹『日本海軍将官辞典』芙蓉書房出版、2000年。
- 海軍歴史保存会編『日本海軍史』第10巻、発売:第一法規出版、1995年。